# 1950 год в истории железнодорожного транспорта
1950 год в истории железнодорожного транспорта

## Новый подвижной состав
- Коломенский завод выпустил первый пассажирский паровоз серии П36.
- Компании ALCO и MLW освоили выпуск тепловозов серии RS-3.
- В США на заводах компании Electro-Motive Diesel освоен выпуск тепловозов серии EMD SW9.
- В Польше на заводах компании Fablok освоен выпуск паровозов серии Кп4.

## Персоны

### Родились
- 27 апреля Владимир Александрович Гарюгин — «Почётный железнодорожник», начальник ГУП «Петербургский метрополитен» с 29 января 1990 года.

### Скончались
- Рогов, Алексей Гаврилович — участник революционного и профсоюзного движения. Нарком путей сообщения РСФСР (февраль — май 1918).